# Борисово (Русенская область)
Борисово (болг. Борисово) — село в Болгарии. Находится в Русенской области, входит в общину Сливо-Поле. Население составляет 795 человек.

## Политическая ситуация
В местном кметстве Борисово, в состав которого входит Борисово, должность кмета (старосты) исполняет Илиан Драганов Илиев (Граждане за европейское развитие Болгарии (ГЕРБ)) по результатам выборов.
Кмет (мэр) общины Сливо-Поле — Георги Стефанов Големански (коалиция партий:  Болгарская социалистическая партия, Национальное движение «Симеон Второй», Движение за социальный гуманизм, ВМРО — Болгарское национальное движение, «Болгарская социал-демократия») по результатам выборов.